# Iglesia de Nuestra Señora del Rosario (Barlovento)
La iglesia parroquial de Nuestra Señora del Rosario se encuentra en el término municipal de Barlovento, isla de La Palma (Canarias, España). Se desconoce la fecha de construcción aunque se estima que fue alrededor del año 1581.

## Historia
No se sabe la época de la fundación de este templo; pero, si nos fijamos en el libro 1.º de bautizos, tal vez se comenzara en 1581, fecha en la que ya los hubo. En Real Cédula de Felipe IV de España de 24 de mayo de 1660 se erigió en iglesia parroquial, al tiempo que lo fueron Puntagorda, Garafía y Tijarafe.
En 1710 comenzaron las obras del Retablo Mayor de estilo barroco, con amplias proyecciones en dos pisos y tres calles y seis nichos, donde perviven los modos y formas de interpretar esta corriente artística en la isla. Sabemos por una inscripción en una cartela del sotabanco que el retablo se hizo en 1767. En el libro de testamentos consta que se bendijo el 28 de febrero de 1768.

## Descripción
De una sola nave, con unas medidas exteriores de 35 m de largo y 9 m de ancho, está situado en lo que debió ser el llano de Barlovento, en un momento en el que no debían existir muchas edificaciones en dicho lugar. 
En la Iglesia del Rosario se distinguen dos partes: la nave que va desde el arco hasta los pies (finales del siglo XVII y principios del XVIII) y la cabecera, de pocos años más tarde, con remozamiento posterior. El Templo se reedificó y agrandó en el año 1678 y posteriormente se mandó reformar por la parte del coro (1777), que amenazaba ruina; más adelante los vecinos se ofrecieron a alargarla. En tiempo del beneficiado José Mariano Domínguez se reparó nuevamente, dando más elevación a los techos.
Así el conjunto se presenta como una gran ermita, con techumbre a dos aguas, y cuya sencilla fachada muestra la apertura de una puerta principal sobre la que aparece un balconcito y, en el mismo eje, rematando el conjunto la tradicional espadaña. El interior deja su raigambre mudéjar en los artesonados y simplicidad de líneas arquitectónicas.

## Imágenes
Esta iglesia conserva tres tallas de gran valor: la Virgen del Rosario, la Virgen del Carmen y el Cristo americano del siglo XVII, de brazos articulados. 
La Virgen del Rosario por sus rasgos morfológicos y por su estilo hay que datarla hacia mediados del siglo XVI, fecha probable de su ejecución o, como máximo, de su llegada al municipio. Esta pequeña pero exquisita figura flamenca ha sido realizado sobre madera, y policromada después. De 90 cm de altura (con peana) se nos ofrece de pie con su Divino Hijo, fuertemente asido por sus manos en su costado izquierdo, en bellísima y muy naturalista composición, mostrando túnica roja y manto verde oscuro, llenos de adornos dorados de técnica estofada, cubriendo totalmente sus ricas vestiduras; hojarascas para el manto y flores para la túnica. En cambio el Niño, aparece semicubierto con un paño marfileño también salpicado por motivos vegetales dorados con similar técnica. La Madre lleva cubierta su delicada cabeza con un velo blanco, desprovisto de ornato, que cae sobre su hombro derecho a ser alcanzado por una mano de Jesús. La expresión del rostro acusa tristeza; la cara ovalada con grandes ojos y nariz alargada. El Niño, decabellera dorada, presenta una postura de movimientos de líneas, poco común en la iconografía tradicional. Con su mano izquierda sostiene un pequeño libro, mientras que con la derecha coge el borde del tocado materno en clara intención de juego con su madre.
La Virgen del Carmen, obra de Benito de Hita y Castillo, es una obra artística correspondiente a la escuela andaluza del siglo XVIII. Imagen sedente, de dimensiones superiores a los 75 cm de altura, y realizada en madera estofada. Sentada sobre un cúmulo de nubes, muestra a su Hijo en el lado izquierdo, mientras que con el brazo derecho ofrece el escapulario. Toda la talla denota un estudio técnico e iconográfico bastante acertado, demostrando haber salido de las manos de un artista nato en este género. Según consta en la documentación parroquial, el capitán Don Francisco de Lugo y Molina hizo traer una hermosa imagen de Ntra. Sra. del carmen que colocó en una ermita de su propiedad. La imagen pues data del tercer cuarto del siglo XVIII, llegando posiblemente a Barlovento en torno a 1770, siendo trasladada a la parroquia en el siglo XIX.
La aportación hispanoamericana en esta parroquia está centrada en la conmovedora talla del Crucificado, de 1,25 cm de alto, que presenta una buena factura y que, a juzgar por sus rasgos, muy bien se encuadraría como obra de finales del siglo XVI. El anónimo artista de esta pieza conocía y manejaba ciertamente los recursos compositivos y las calidades de modelado que impuso el Renacimiento; más su sentido estético, el carácter iconográfico e incluso el ambiente religioso que la obra respira quedan muy unidos a los respectivos conceptos popularizantes, pues hay una parte preponderante de intervención indígena. No cabe duda de que está ejecutada al calor de los entalladores hispanos, reflejando en toda su textura un deseo de soltura y perfección. 
Cuenta, asimismo, esta iglesia con una curiosa pila bautismal sevillana de barro vidriado del siglo XVI e inventariada desde 1679. En 1902 se construyó la espadaña en la que se colocaron dos campanas procedentes de un ingenio azucarero de la isla de Cuba.